# Selected Car Group
Selected Car Group A/S er en dansk bilvirksomhed med tilhørende billeasing-, bilforhandler- og autoværkstedskæde. Virksomheden har hovedkvarter i Middelfart med 7 afdelinger i Danmark. Selskabet blev stiftet af Torben Østergaard Nielsen i 2020. Selected Car Group ejes ligeligt mellem Torben Østergaard Nielsen og Lars Larsen Group. Virksomheden er specialiseret i biler i premium-segment. Det væsentligste datterselskab er billeasingvirksomheden Selected Car Leasing, desuden handles med biler igennem Selected Car Investment, og de ejer bilsamlingen Selected Car Collection. Virksomheden har ca. 120 ansatte og en årsomsætning på ca. 2,6 mia. kroner.